# Петрово (община)
Петрово (серб. Општина Петрово) —  община (муниципалитет) на северо-западе Республики Сербской. Центр общины находится в городе Петрово. Относится к региону Добой.

## Население
По переписи населения 2013 года численность населения общины Петрово составила 7 010 человек, по переписи 1991 года (в границах 2013 года) —  12 241 человек.
Этнический состав населения общины Петрово по переписи 1991 года (6 нп, без с. Калуджерица):
- сербы — 9691 (94,57 %);
- югославы — 194 (1,89 %);
- боснийцы (мусульмане) — 84 (0,82 %);
- хорваты — 50 (0,49 %);
- остальные, неопределённые и неопознанные — 228 (2,23 %).

Всего: 10247 чел.

## Населённые пункты
В состав общины входят 7 населённых пунктов, в том числе город Петрово.
Список населённых пунктов общины Теслич с численностью населения по переписям 1991 и 2013 гг.:
|   | нас. пункт  | серб.      | босн.      | 1991 | 2013 |
| - | ----------- | ---------- | ---------- | ---- | ---- |
| 1 | Какмуж      | Какмуж     | Kakmuž     | 2398 | 1837 |
| 2 | Калуджерица | Калуђерица | Kaluđerica |      | 109  |
| 3 | Карановац   | Карановац  | Karanovac  | 1178 | 1199 |
| 4 | Кртова      | Кртова     | Krtova     | 1121 | 144  |
| 5 | Петрово     | Петрово    | Petrovo    | 2919 | 2322 |
| 6 | Поречина    | Порјечина  | Porječina  | 819  | 554  |
| 7 | Сочковац    | Сочковац   | Sočkovac   | 1121 | 845  |